# Terres de sang : L'Europe entre Hitler et Staline
Vous pouvez aider à l'améliorer ou bien discuter des problèmes sur sa page de discussion.
- Son texte doit être wikifié : il ne correspond pas à la mise en forme Wikipédia (style, typographie, liens internes, liens entre les wikis, etc.). (Marqué depuis octobre 2023)
- Il n’est pas rédigé dans un style encyclopédique. (Marqué depuis octobre 2023)
- La traduction doit être revue. Le contenu est difficilement compréhensible à cause d’erreurs de traduction, peut-être dues à l’utilisation d’un logiciel de traduction automatique. (Marqué depuis octobre 2023)

Terres de sang : L'Europe entre Hitler et Staline est un livre paru en 2010 rédigé par l'historien Timothy Snyder.
Dans ce livre, Snyder examine le contexte politique, culturel et idéologique lié à une région spécifique de l'Europe centrale et orientale, où l'Union soviétique de Joseph Staline et l'Allemagne nazie d'Adolf Hitler ont commis des meurtres de masse sur environ 14 millions de non-combattants de 1933 à 1945, la majorité en dehors des camps de la mort de l'Holocauste. La thèse de Snyder délimite les « terres de sang » comme une région qui comprend désormais la Pologne, la Biélorussie, l'Ukraine, les États baltes (Estonie, Lettonie et Lituanie), le nord-est de la Roumanie et les franges les plus occidentales de la Russie. Dans cette région, les régimes de Staline et d'Hitler, malgré leurs objectifs contradictoires, ont interagi pour accroître les souffrances et les effusions de sang au-delà de ce que chaque régime aurait infligé indépendamment.
Snyder établit des similitudes entre les deux régimes totalitaires et les interactions qui ont renforcé la destruction et les souffrances qu'ils ont infligées aux non-combattants. Selon Anne Applebaum, « le livre de Snyder contient beaucoup d'informations que les gens qui connaissent ces thèmes connaissent très bien. Mais ce qu'il fait de différent et de tout à fait original, c'est de montrer la façon dont Hitler et Staline se faisaient écho, travaillant parfois ensemble et d'autres fois, en se combattant. La manière dont ils se stimulent mutuellement, agissant comme deux facettes de ce qui était en réalité le même phénomène".
Les régions d'Europe centrale et orientale que Snyder appelle « les terres de sang » sont la zone entre la Russie et l'Allemagne de 1939: espace d'expansion hitlérien de la suprématie raciale et de l'espace vital, aboutissant à la solution finale, mais aussi anciennes marches de l'Empire russe que l'URSS vise particulièrement dans ses crimes de masse.
Les efforts combinés des deux régimes ont entraîné la mort d'environ 14 millions de non-combattants dans les « Terres de Sang » d'Europe de l'Est ; Snyder documente que l’Allemagne nazie était responsable d’environ les deux tiers du nombre total de morts et comprend les 5,4 millions de victimes de l'Holocauste.

## Résumé
- Si vous ne connaissez pas le sujet, laissez ce bandeau (vous pouvez alors contacter les auteurs).
- Si vous supprimez le contenu mis en cause (vous pouvez préalablement contacter les auteurs),

argumentez précisément cette suppression dans la page de discussion
(un manque de référence n'est pas un argument ; une recherche réelle de référence doit avoir été effectuée, être formellement documentée).
Les références données suivent la pagination de l’édition de poche Gallimard 2012.

### Préface: Europe
De 1933 à 1945, 14 millions de civils sont tuées sous les territoires dominés par l’URSS ou l’Allemagne nazie. Il s’agit de violences nouvelles car elles visent des civils ou de prisonniers, en aucun cas de soldats d’active. Ce ne sont pas le cœur des territoires des deux puissances, mais des marges de ces territoires : marges non russes de l’URSS et territoires conquis par les Nazis. Ainsi les « terres de sang » concentrent 10 millions de morts par les Nazis, alors que les camps de concentration sur le sol allemand n’en comptent qu’un million ; de même les morts en goulag, sur territoire russe, concentrent un million de morts en 10 ans, alors que la famine en Ukraine sur un an tue 4 million à elle seule. « C’est une histoire de gens tués par les politiques de dirigeants lointains » (p30)
L’URSS est première en termes de tuerie de masse. Hitler ne tue que 10 000 personnes de 1933 à 39, tandis qu’1 million sont exécutées en URSS, et des millions sont affamés.
Marquées du secret, elles sont restées difficiles à décrypter pour les Occidentaux et réduites à l’holocauste. En 1945, « Les forces américaines et britanniques n’atteignirent aucune des terres de sang et ne virent aucun des grands sites de tuerie » (p21). De rares témoignages émergent : une Juive rescapée vivante de Babi Yar, les archives du Ghetto de Varsovie enterrées et exhumées, les journaux de bord des officiers de Katyn conservés à même le corps.
Le premier obstacle à leur étude est de disqualifier une étude historique devant l’exception, dans la monstruosité pour l’Allemagne, dans l’histoire du matérialisme dialectique pour l’URSS, que constituent ces meurtres. Le deuxième est de se cantonner aux historiographies nationales qui ont eu le courage de faire émerger ces meurtres mais ne permettent pas d’en expliquer le mécanisme, venu des structures centrales de la Russie ou de l’Allemagne.

### Introduction: Hitler et Staline
1918 met fin du principe dynastique impérial dans la vie politique européenne. Il est remplacé par celui de souveraineté populaire dans la majorité des pays ; les pays alliés de l’Entente, Polonais, Tchèques, Roumains, reçoivent des territoires légèrement plus grands que les zones de peuplement de leur ethnies ; les pays ennemis, Allemands, Hongrois, Bulgares, a l’inverse, ont des territoires plus réduits et des diasporas chez leurs voisins. En Russie, il laisse la place à une version de l’idéologie communiste, alors que les partis marxistes s’étaient inscrits dans les projets nationaux, notamment au déclenchement de la guerre : Lénine n’hésite pas à la paix de Brest-Litovsk de se défaire des ethnies satellites de l’empire russe. Après l’indépendance des Baltes et la guerre perdue contre la Pologne, la Russie bolchevique et la Pologne de Pilsudski se partagent les territoires peuplés de Biélorusses et d’Ukrainiens ; ainsi la Pologne comprend des minorités d’Ukrainiens  (5 millions), de Juifs (3) , de Biélorusses (1) et d’Allemands (0,5 à 1) ; de même les Bolcheviks héritent de paysans et de nomades à qui ils « dissimulèrent la principale implication, à savoir qu’ils étaient les ennemis de leurs peuples, qu’on les définisse par la classe ou par la nation » (p.46).
Lénine est amené à des compromis contre l’idéologie marxiste : il reconnaît les nations réunies dans une Union, il autorise après la famine de 1921-22 (qui permet au communisme de considérer la famine comme une arme) la propriété privée pour les agriculteurs, il donne un modèle d’autorité, le « centralisme démocratique », où les masses se soumettent à l’État détenu par une poignée d’hommes.
Staline décide là-dessus de restreindre la révolution communiste à un seul pays. Il veut dégager rapidement un bénéfice à l’export qui permettrait d’importer en masse des machines et de construire ainsi rapidement le communisme en URSS. Il met ainsi en place la collectivisation.
Hitler a un comportement similaire. Lui aussi se méfie des petites réformes agraires peu convaincantes d’Europe centrale dans l’Entre-deux-guerres. Il a la mémoire de la conquête éphémère du grenier à blé de l’Europe, l’Ukraine, en 1918, et son Drang nach Osten s’en inspire. « Pour Hitler comme pour Staline, l’Ukraine était plus qu’une source de vivres : le territoire qui leur permettait de briser les règles de l’économie traditionnelle, d’arracher le pays à la pauvreté et à l’isolement et de remodeler le continent à leur image (…) : les Ukrainiens n’en finirent pas de souffrir » (p.59-60)

### Chapitre I. Famines soviétiques
Les campagnes ukrainiennes sont dépouillées de leurs récoltes par des campagnes successives. Les citadins ukrainiens renoncent à acheter aux producteurs et ne doivent désormais leur salut qu’aux coupons de rationnement. Le nombre de mendiants, surtout paysans, explose : début 1933, la police de Kharkiv se vit attribuer des quotas d’enfants mendiant, jusqu’à 2000 par jour ; la prison de la ville en laissait mourir en permanence 20 000 (p63).
La campagne vise à l’origine les « koulaks », une invention forgée par l’appareil étatique. Dans la pratique, c’est à des « troika » locales composées d’un membre de la police d’État, d’un membre local du parti et d’un procureur, de déterminer qui est koulak et de donner des sentences expéditives : 30 000 exécutions et 1,7 million de déportations, dont 300 000 Ukrainiens. C’est en 1929 que Staline ordonne de dupliquer le modèle des Solovki dans toute la Sibérie : c’est le modèle du Goulag. Celui-ci est tributaire de la collectivisation (p70) en ce qu’il permet d’utiliser une main d’œuvre d’origine paysanne réduite à travailler gratuitement dans des grands travaux visant l’industrialisation accélérée de l’URSS : canaux géants, mines, usines…
En Ukraine, la résistance est forte, avec 1 million d’actes de résistance enregistrés par l’Oguépéou pour l’année 1930, et une crise des réfugiés se forme, en direction de la Pologne voisine. En Asie centrale, la situation est compliquée par l’état nomade de la société, qu’il faut sédentariser avant de collectiviser. La collectivisation en URSS est néanmoins rapide, puisqu’en 1930, 70% des terres arables y est soumise. Staline retire brusquement cette politique brutale en mars 1930, mais écrase d’impôts ceux qui voudraient rester indépendants. La récolte de 1930, faite hors collectivisation, contraste avec celle de 1931, avec le retour de la collectivisation : mauvais temps, manque de tracteurs, manque de traction animale car les paysans abattaient leur bétail plutôt que de le donner à la ferme collective etc.
Pour Staline, la collectivisation est bonne, et c’est la mise en œuvre locale qui doit être déficiente. Il a pourtant vu qu’un million de personnes sont mortes de famine au Kazakhstan en 1932, mais en rejette la responsabilité sur le responsable local, Filip Golochtchekine. Staline assimile la production agricole à une propriété de l’État et la collecte individuelle de vivre à un vol de l’État, passible d’une exécution. Les responsables ukrainiens sont accusés d’être des saboteurs – « ils avaient abusé des politiques soviétiques afin de propager le nationalisme ukrainien, permettant aux nationalistes de saboter la collecte de grains » (p.97) - et doivent montrer leur loyauté en augmentant les quotas de prélèvement sur les récoltes, si nécessaire en prenant sur les semis de l’année suivante.
Mais en fait il n’y a rien à collecter non par mauvaise volonté ou sabotage mais parce que la 1ère récolte de l’agriculture collectivisée a été une catastrophe. En novembre 1932, seulement 1/3 de l’objectif annuel est atteint. La faim des Ukrainiens est niée puis assimilée à de la résistance. « (Staline) se rallia à une position de pure perversité : le paysan ukrainien était plus ou moins l’agresseur quand lui, Staline, était la victime. La faim était une forme d’agression, pour Kaganovitch dans le cadre de la lutte des classes, pour Staline sans un combat national ukrainien contre lequel la famine était la seule défense » (p.94). Un ensemble de mesure en décembre 1932 accentue la pression politique, accélère le calendrier de collecte et accentue la famine ; les paysans affamés sont maintenus hors des villes par le système des passeports intérieurs mis en place en URSS en janvier 1933.
La famine artificielle a un impact démographique fort : « l’équilibre démographique de l’Ukraine bascule au profit des Russes » (p.111). Au recensement de 1937, il manque au niveau de l’URSS 8 millions de personnes et les responsables soviétiques évoquaient en privé 5,5 millions de morts de faim. Sur ce nombre, les victimes en Ukraine représentent entre 2,4 et 3,9 millions de victimes (p.112).
L’absence d’informations de l’opinion internationale est stupéfiante. Les services secrets polonais étaient au courant, mais ne voulaient pas diffuser des informations qui auraient nui au pacte de non agression polono-soviétique de 1932.

### Chapitre II. Terreur de classe
Hitler confond les Juifs capitalistes, contre lesquels il appelle au boycott en 1933, et les Judéobolcheviques. Il crie au complot juif international contre le peuple allemand devant les réactions outrées des médias occidentaux. Dès juillet 1933, Hitler a pris le pouvoir et instauré un parti unique.
En politique étrangère, il signe une déclaration de non agression avec la Pologne en 1934 et espère s’en faire un allié contre l’URSS. Devant ce nouveau danger, Staline change radicalement sa politique intérieure : il autorise de nouveau les paysans à cultiver un lopin de la taille d’un jardin privé et la famine disparaît aussitôt, dès 1934 ; en politique extérieure, il met fin à sa lutte « classe contre classe » qui avait par exemple désigné le SPD allemand comme ennemi et « socio-fasciste » et, ce faisant, favorisé l’ascension du NSDAP. Désormais, les communistes européens font des « fronts populaires » antifascistes de 1934 à 1939 et revendiquent le « monopole du bien » (p.133), ce qui est paradoxal, car dans le même temps Staline fait exécuter 750 000 citoyens soviétiques. Ces fronts populaires sont un succès en France et échouent en Espagne, notamment à cause du noyautage stalinien assimilant les trotskistes espagnols à des fascistes.
Le Japon établit un pacte anti-Komintern avec le Japon en 1936. Il caressait l’idée d’un Etat ukrainien fantoche au Kazakhstan, un « Mandchoukuo n°2 »  formé du million de déporté ukrainiens là-bas. Mais il y eut peu de suites à ce pacte ; la Pologne refusa de s’y joindre. Mais la peur de l’encerclement et du complot s’accentue alors chez Staline.
Les grandes purges prennent prétexte de l’assassinat de Kirov. Le NKVD est rapidement mis au pas et son chef, Iagoda, qui refusait la paranoïa stalinienne, est remplacé par Iejov, bien plus docile et prompt à inventer des complots pour complaire à son maître. L’armée est épurée, au nom du démantèlement d’un « centre des centres » (de complots) inventé par Iejov : la moitié des généraux est exécutée ; 98 des 139 membres du comités central de 1934 sont exécutés ; au total, 50 000 personnes sont tuées. L’épuration de Rohm et des SA au même moment en Allemagne est bien moins sanglante. Pour les Occidentaux, « les grands procès furent simplement des procès » (p.144).
En 1937 est lancée une campagne anti-koulaks, l’ordre 00447. Les antennes provinciales du NKVD doivent enregistrer tous les koulaks, malgré l’imprécision de la notion, et recommander des quotas d’exécution et de déportation. 386 798 citoyens soviétiques sont exécutés dans ce cadre. Le système des troïka, qui se réunissaient de nuit, permet des sentences expéditives et implique peu de personnel, ce qui participe de l’invisibilisation de l’opération. En une nuit, la troïka de Léningrad condamne 658 détenus de Solovki à mort (p.158). A Boutovo près de Moscou, 12 membres du NKVD seulement exécutent 20 761 personnes en 1937-1938. L’Ukraine devient un « grand centre de tuerie » (p.160) avec plus de 70 000 personnes exécutées, et des autorités emmenées par Leplevski demandant des quotas de victimes encore augmentés malgré deux hausses successives.
Hitler se lance aussi dans des nettoyages sociaux, contre les « asociaux » : homosexuels, vagabonds, Témoins de Jéhovah.

### Chapitre III. Terreur nationale
La campagne contre les ennemis nationaux de l’intérieur demeure une innovation soviétique. 250 000 citoyens soviétiques sont exécutés en 1937-38 en raison de leur nationalité. La minorité la plus persécutée des années 1930 fut les 600 000 Polonais d’URSS (et non les 400 000 Juifs d’Allemagne). Une imaginaire clique d’espions, « l’Organisation militaire polonaise », après avoir fomenté la provocation de la famine, aurait infiltré la branche ukrainienne du PCUS selon Balitsky. Iejov accentue ce scénario en parlant d’un complot touchant l’ensemble du PCUS et déclenche l’ordre 00485 sur la « liquidation » de l’Organisation. La procédure est plus expéditive que les troïka anti-koulaks : des commissions de deux personnes, les « dvoïkas » établissent des listes de suspects, les « albums », qu’une dvoïka centrale composée de Iejov et Andreï Vychinski, est supposée contrôler. La procédure est rendue encore plus expéditive par la suite, avec un retour à des troïka.
Les Polonais sont raflés sur leur simple attachement à la culture polonaise ou au catholicisme, - à Tchernivka il s’agit des fidèles d’une messe de noël le 25 décembre - , parfois sur la consonance de leur nom dans les annuaires téléphoniques. En Biélorussie, sur les 19 931 personnes arrêtées, 17 772 sont condamnées à mort. En Ukraine 47327 sur 55 928 (p.183). Au total, 111 091 sur 143 810. La grande majorité sont Polonais, au minimum 85 000, soit 1/8 des victimes des purges alors qu’ils ne représentaient que 0,4% de la population soviétique (p.189). 123 421 victimes de la Grande Terreur sur les 681 692 sont exécutées en Ukraine. « L’Ukraine, en tant que république soviétique, est surreprésentée au sein de l’Union soviétique, et les Polonais surreprésentés en Ukraine » (p.195).
D’autres minorités sont visées dans des opérations : les Lettons, les Estoniens, les Finlandais. Ne formant que 1,6% de la population soviétique, ils représentent 36% des victimes. Les Allemands furent relativement épargnés, signe sans doute que Staline n’avait pas renoncé à négocier avec Hitler. Les passeports intérieurs mentionnaient la nationalité et on pouvait théoriquement choisir cette dernière, mais le NKVD interdit le changement à partir de 1938.
Les Juifs, surreprésentés dans le PCUS, représentent 1/3 des officiers du NKVD avant les purges, et seulement 4% en 1939. « En tout état de cause, les bénéficiaires institutionnels d la Terreur ne furent pas les Juifs ni les membres d’autres minorités nationales, mais les Russes qui gravirent les échelons » (p.197). Les 91 victimes juives de la Kristallnacht font donc un ratio de 1 à 1000 dans les purges nationales.

### Chapitre IV. L’Europe de Molotov et de Ribbentrop
La période 1939-1941 est un entre deux où URSS et Allemagne rivalisent dans le meurtre des populations occupées, après la période des années 1930 de la terreur quasi exclusivement soviétique et de la période 1941-45 où ce sont les Allemands qui commettent la quasi-totalité des meurtres.
Le pacte germano-soviétique est paradoxalement un exemple de ce dont les Polonais étaient accusés durant la Grande Terreur. Les Soviétiques entrent en Pologne après que les Allemands ont pratiquement gagné la guerre. Ils font plus de 100 000 prisonniers, libèrent les simples soldats et exécutent les 14 000 officiers (+ 3 000 en Pologne et 3 000 en Ukraine selon un ajout de quota demandé par Béria). Ils procédèrent aussi à des déportations massives, notamment des familles des officiers dont le NKVD avait les adresses grâce à la correspondance des prisonniers. 4 vagues de déportations se succèdent : 2 avec des Polonais, 1 avec des Juifs et enfin 1 avec des Ukrainiens
Les Einsatzgruppen d’Heydrich eurent pour mission d’éliminer les couches supérieures de la société polonaise. Ils tuent 50 000 Polonais, mais de manière moins systématique et surtout beaucoup moins secrète que ne le fait le NKVD. Ils procédèrent comme le NKVD à des déportations massives, de 80 000 Polonais pour installer des colons allemands. Les premiers convois vers Auschwitz est composé de détenus politiques polonais de Caracovie. Parallèlement, Eichmann réfléchit au sort des populations polonaises juives et pense alors à une expulsion vers l’URSS, puis vers Madagascar.

### Chapitre V. Économie de l’apocalypse
Quelle idéologie derrière l’apothéose de violence de 1941 ? Est-ce le couronnement logique de la modernité des Lumières ? Mais si l’URSS et l’Allemagne conjuguent une version de la modernité darwinienne (p.271) contre les Polonais, c’est une autre conception de la modernité, celles des Lumières d’Europe centrale, qu’ils combattent en liquidant son élite éduquée. L’idéologie sous-jacente est plutôt celle de l’impérialisme :  alors que Lénine considérait celui-ci comme un phénomène maintenant artificiellement le capitalisme, Staline accepte de limiter le socialisme à un seul Etat qui était en fait un empire. De même, Hitler visait un empire terrestre qui fasse pendant à l’empire maritime britannique, et qui assurerait une autonomie pour développer son projet civilisationnel, par la colonisation agricole chez Hitler.
Un « General Plan Ost » est établi en 1940-41, qui visait une destruction bien plus grande que celle qui eut lieu : il prévoyait la destruction des villes soviétiques et de 30 millions d’habitants, avant d’installer des colons agricoles allemands. Pour cela, il reprenait dans un plan de la Faim du 23 mai 1941 l’ingénierie de la famine soviétique basée sur la collectivisation et visant cette fois-ci plutôt les citadins pour ramener l’URSS à un stade préindustriel.
La surprise de l’attaque allemande de juin 1941 est totale pour Staline. Le Japon ne rompt cependant pas son pacte de neutralité pour ouvrir un deuxième front. De fait les réserves d’hommes de l’Extrême Orient seront redéployées dès novembre contre le groupe d’armées Centre de la Wehrmacht rapidement.
L’attaque éclair échoue dès l’automne 1941. Le Plan de la faim s’adossait sur une victoire rapide et, à la place, un plan de ravitaillement de fortune fut mis en place : « Les vivres de l’Union soviétique devaient être attribuées d’abord aux soldats allemands, puis aux Allemands d’Allemagne, ensuite seulement aux citoyens soviétiques et, en dernier lieu, aux prisonniers de guerre » (p.292). Les grandes villes ne connaissent pas une famine aussi intense que la soviétique : Kiev tombe le 19 septembre et les livraisons de vivres sont interdites le 30 septembre, mais les Allemands sont incapables de fermer hermétiquement la ville comme en 1933. A Léningrad qu’Hitler voulait éliminer plutôt que céder aux Finlandais, 1 million d’habitants meurent de 1941 à 1944, le reste est sauvé par le ravitaillement par le lac Ladoga glacé.
Le meurtre en masse des prisonniers date de cette année 1941. Le groupe d’armées Centre fait 348 000 prisonniers près de Smolensk, celui du Sud 665 000 près de Kiev. « Imitant et radicalisant les pratiques du goulag soviétique » (p.304), le droit de la guerre est rapidement mis de côté : marches épuisantes, de 400km pour les prisonniers de Kiev ; pas de réelle distinction entre les camps d’officiers (oflag), de soldats (stalags) et de transit (dulag) ; pas d’enregistrement mais un simple décompte, « rupture stupéfiante avec le droit et l’usage » (p303) ; vol des paquetages d’hiver ; et surtout absence de nourriture. La mortalité atteint rapidement des sommets : 2% par jour en Biélorussie ; 30 000 près de Kiev, 45 690 en dix jours dans les camps du Gouvernement général (en Pologne). Au total, le taux de mortalité des camps de prisonniers soviétiques, « bien plus meurtriers que les camps de concentration allemands » (p.313) est de 57,5% pendant la guerre, contre 5% pour les prisonniers des armées alliées (p.310) : environ 2,6 millions de prisonniers décèdent. De plus, des exécutions visent 4 groupes : agitateurs, partisans, saboteurs et Juifs ; les officiers politiques sont en particulier visés ; la sélection demeure cependant aléatoire, le critère le plus identifiable étant la circoncision. 500 000 hommes sont exécutés. Au total, c’est peut-être 3,1 millions de victimes. En novembre 1941, la politique s’infléchit et une partie des prisonniers est envoyée en Allemagne comme main d’œuvre. 400 000 y meurent. En 1945, ils sont 1 million de survivants sur le sol allemand.

### Chapitre VI. Solution finale
Les différents projets de solution finale échouent : celui de Lublin pour une réserve en Pologne, celui de Madagascar, et ceux d’une expulsion convenue ou forcée vers l’URSS. Himmler et Heydrich comprennent que l’absence de victoire à l’Est doit amener un changement stratégique et ils confortent Hitler dans l’idée que c’est le meurtre de masse des Juifs qui permettra de desserrer l’étau anglo-américano-soviétique. « Désormais, la menace résidait moins dans les masses slaves et leurs prétendus suzerains juifs, et davantage dans les Juifs en tant que tels » (p.361). La Solution finale, qui devait avoir lieu après la victoire, est donc avancée à la période du conflit même.
Heydrich obtient la compétence juridique et administrative de Göring le 31 juillet 1941 tandis que Himmler met en place sur le terrain des forces parallèles à la Wehrmacht. Il réutilise les 4 Einsatzgruppen dont la mission initiale était de décapiter les élites soviétiques pour le meurtre des Juifs. D’autre part, il impose la SS ; selon son mot : « L’Est appartient à la SS », avec un chef suprême de la SS suivant chacun des groupes d’Armée Nord, Centre et Sud, n’étant que théoriquement subordonné aux autorités d’occupation civile, les deux Reichskommissariat Ukraine et Ostland. Il fait des tournées sur des territoires, l’URSS occupée, qui échappent à sa juridiction, limitée à la Pologne conquise.
Les Einsatzgruppen s’appuient sur des supplétifs locaux, et ce de manière officielle en août, en exhumant les crimes soviétiques, notamment les exécutions menées par le NKVD dans les prisons avant d’évacuer en juin 1941, et en détournant la colère contre les Juifs qui en seraient les instigateurs. Les pays ayant acceptés la domination soviétique de 1939 à 41, « l’idée que seuls les Juifs aient servi les communistes arrangeait les occupants mais aussi une partie des occupés.
Reste que cette nazification psychique aurait été bien plus difficile sans les preuves tangibles des atrocités soviétiques » (p.333). « Habituellement discret, le NKVD avait été démasqué » comme le meurtrier des détenus. Les Allemands firent voler en éclat les niveaux de mystification, de secret et de dissimulation qui avaient recouvert les crimes soviétiques (bien plus amples) des années 1937-38 et 1930-33 » (p.334).
Dans la pratique :
- L’Einsatzgruppe A aidé d’unités lituaniennes exécute 114 856 Juifs avant décembre. En Lettonie, après un massacre de Lettons par le NKVD, il exécute avec l’aide de Lettons 69 750 des 80 000 Juifs du pays. En Estonie où l’accueil des Allemands par des commandos d’autodéfense estoniens fut chaleureux, les pogroms ne peuvent se défouler contre les Juifs, trop peu nombreux (963 exécutions), et 5 000 Estoniens non juifs soi disant collaborateurs sont exécutés à la place.
- L’Einsatzgruppe B exécute les 72 000 Juifs de la Jérusalem du Nord le 23 juillet à Ponary.
- L’Einsatzgruppe C utilise la découverte des 2800 prisonniers de Loutsk et des 2500 de Lviv abattus dans les prisons du NKVD pour lancer les nationalistes ukrainiens dans une vague de pogroms qui tue 19 655 Juifs. Les 23 600 Juifs de Hongrie chassés par les Hongrois sont massacrés en août près de Kameniets-Podilsky ; ce massacre est le plus grand accompli alors et sert de modèle, il implique des unités de la Wehrmacht qui dès lors coopère à la solution finale. En septembre, le massacre de Babi Yar à Kiev, officiellement pour venger les détonations des mines placées par le NKVD qui détruisent le centre ville, est le premier effort pour assassiner toute la population d’une grande ville : 33 761 Juifs sont tués, et les corps sont ensuite brûlés dans un bûcher et les os broyés. Dnepropetrovsk (12 000 Juifs) puis Kharkiv (10 000, essentiellement avec des camions au pot d’échappement retourné) suivent.
- L’Einsatzgruppe C, une fois Kiev prise et Moscou visée, peut se déployer en Biélorussie. Après les villages et les petites villes, Mahileu est la première grande ville dont la quasi-totalité des Juifs est tuée.
- Étrangement, les Juifs allemands sont envoyés en septembre 1941 repeupler les ghettos vidés par les Einsatzgruppen, ce qui est l’occasion de tester de nouvelles techniques : ainsi le ghetto de Riga est vidé, les 14 000 Juifs devant s’allonger dans une fosse avant de recevoir une balle ; à Lodz en Pologne un camion à gaz fut utilisé. Les installations de gazage de Chelmno et Belzec suivent logiquement.
- Les 20 000 Juifs d’Odessa sont tués à titre de représailles pour un attentat contre leur QG par les troupes roumaines. Au total elles tuent 300 000 Juifs, mais au fur et à mesure de la défaite, la Roumanie adoucit sa politique jusqu’à refuser d’envoyer en convoi les Juifs roumains.
- Ukraine, après avoir traité l’est, les tueries se dirigent vers l’ouest, dans le cœur de la civilisation ashkénaze, où les Juifs représentaient environ 50% de la population : Rivne, Loutsk, Kovel…

Un mode opératoire se met en place : Les pogroms cèdent la place à des massacres organisés. La tuerie des femmes et des enfants est ordonnée par Himmler dans des inspections de juillet 1941. Les Juifs civils sont traités comme des partisans à partir de décembre. La désinformation est utilisée pour faire croire aux juifs à une réinstallation ; « Dorénavant, réinstallation ou réinstallation à l’Est allait devenir synonyme de meurtre de masse » (p.365).

### Chapitre VII. Holocauste et vengeance
Ce chapitre traite principalement de la Biélorussie, devenue le « site d’une compétition symbolique entre Hitler et Staline ». Le 7 novembre, les Juifs du ghetto de Minsk sont raflés pour défiler devant une caméra avec drapeaux et chants bolcheviques, pour faire croire au judéobolchevisme, tandis que leurs familles sont liquidés : ce montage masque mal l’échec de la prise de Moscou au même moment. C’est le début d’une vague de tuerie: chaque jour du 2nd semestre de 1941, il y eut plus de tués juifs que dans toute l’histoire des pogroms de l’Empire russe. Staline, dans son discours du 7 novembre, fait appel à six héros martiaux pré révolutionnaires, tous Russes, et souscrit à l’idée de Molotov d’une « grande guerre patriotique » ; ce faisant, il préfère gommer le caractère antijuif de l’agression allemande : les victimes sont donc assimilées à des « citoyens soviétiques » dans ses discours, de même que les Alliés disaient se battre pour les nations opprimées en général, et non la juive en particulier.
A la différence de la Pologne occupée, la communauté juive avait été soviétisée et était moins détectable, dans la géographie de la ville comme sur les papiers d’identité ; de fait le ghetto est plus perméable et permet des aller retour vers Minsk ou vers les maquis. Devant l’émergence de la guérilla des partisans, « illégale, puisqu’elle mine la convention d’armées en uniformes qui s’affrontent plutôt que de diriger leur violence contre les populations environnantes ». Les Allemands répondent aux actions des partisans en posant l’équation partisans = Juifs ; ainsi des Juifs furent exécutés comme partisans, avant que le mouvement ne soit déclenché, et des partisans comme « Juifs ». L’Einsatzgruppen B ayant tué les Juifs accessibles de leur zone en avril 1942, 208 089 tués fin 1942, mais les attaques de partisans ne cessant pas, une nouvelle vague de tuerie se déclenche, dirigée cette fois ci contre les populations civiles biélorusses. Le commando SS Dirlewanger se distingue par le nombre de ses victimes, 30 000, et par sa méthode : parquer la population locale dans une grange et y mettre le feu. En novembre 1942, Göring change légèrement de stratégie : les hommes jugés aptes au travail ne doivent pas être exécutés mais déportés, sans les femmes et enfants, exécutés, eux. Ainsi « Les opérations contre les partisans du printemps et de l’été de 1943 ressemblent plus à une campagne pour trouver des esclaves qu’à une guerre » (p. 406) : en 1945, ils sont 8 millions de travailleurs de l’Est dans le Reich. Au total, sur les 9 millions d’habitants de Biélorussie en 1941, 1,6 sont tués en dehors des champs de bataille : 700 000 prisonniers de guerre, 500 000 Juifs et 320 000 personnes comptées pour partisans mais pris dans 90% des cas sans armes à la main. Avec les déportations et les vengeances par des partisans, on arrive à la moitié de la population biélorusse tuée ou déplacée.
Le crédit qu’aurait pu exploiter les Allemands de l’hostilité aux Soviéques est rapidement perdu, et les formations militaires locales pro allemandes comme celle de Bronislaw Kaminski restent une exception. Le territoire biélorusse « ne fut jamais totalement contrôlé ni par les Allemands, ni par les partisans, quand bien même tous recouraient à la terreur à défaut d’incitations matérielles ou morales à la loyauté fiables » (p413)

### Chapitre VIII. Usines de la mort nazies
5,4 millions de Juifs sont tués, à parts égales entre l’est de la ligne Molotov Ribbentrop, par balles au début du conflit, et l’ouest, par gazage à la fin. Le chapitre traite de ces usines de la mort, avec ses 6 installations importantes : Belzec, Sobibor et Treblinka, éliminant 1,3 million de Juifs dans l’opération Reinhard, Chelmno, Majdanek et enfin Auschwitz et ses 900 000 tués de 1943 à 1944.
Après avoir voulu employer 2 millions de Juifs à creuser des fossés anti char, Globocnik change d’objectif : liquider les 30 000 Juifs de son camp de travaux forcés de Belzec. Il utilise dès 1941 les chambres à gaz, à la différence des camions à gaz utilisés à Chelmno. C’est la première usine de mort. Suivent deux installations : Sobibor et Treblinka, en 1942. C’est le moment où le Gouverneur général, Hans Franck, cède aux SS le contrôle de l’emploi et des ghettos juifs. L’assassinat de Reinhard Heydrich donne le prétexte au commencement de l’opération Reinhard.
Les ghettos, à commencer par celui de Varsovie, sont vidés par pâtés de maisons : la police , allemande et juive, les bloque par surprise, vérifie les papiers et déporte les catégories les moins aptes au travail. Les convois de 57 à 60 wagons transportaient 5 à 6 000 personnes, et le dernier transport en septembre 1942 transporte les policiers juifs et leurs familles.
Treblinka, au départ mal gérée et laissant s’accumuler les cadavres en extérieur, est reprise en main avec la création d’une fausse gare et une fausse clinique : elle est l’usine de la mort type. Auschwitz a une identité plus complexe : conçue comme lieu de travail et d’exécution des prisonniers polonais puis soviétiques, Rudolf Höss lui adjoint une usine de la mort en 1942. Celle-ci va exécuter les populations juives extérieures à la Pologne (seuls 7% des 3 millions de Juifs polonais y sont exécutés). En 1944, elle concentre la quasi-totalité des 600 000 Juifs tués, alors que les 3 usines de la mort de l’opération Reinhard sont contraintes de fermer devant l’arrivée des troupes soviétiques : s’il n’y a pas de survivants de ses chambres à gaz, 100 000 prisonniers du camp de concentration adjacent sont délivrés.

### Chapitre IX. Résistance et incinération
Le chapitre traite des deux soulèvements avortés de Varsovie : celui du ghetto juif en 1943 et celui de l’Armée intérieure polonaise en 1944. Ils s’épaulent l’un l’autre, malgré ce que prétend les propagandistes soviétiques.
L’Organisation juive de combat, persuadée sans doute à tort, que le ghetto allait être liquidé, demande d’abord des armes à l’Armée intérieure et reçoit quelques pistolets qui lui permettent de prendre le pouvoir sur le Judenrat trop obéissant aux Allemands et de battre en brèche le stéréotype antisémite de la passivité juive. Cela accélère les transferts d’armes. Le déclenchement de l’insurrection n’est pas coordonné, mais une aide est tentée de l’extérieur, notamment pour ouvrir une brèche dans le mur du ghetto, et ce malgré l’annonce triomphale du massacre soviétique de Katyn par Goebbels présenté comme judéobolchevique. Avec l’utilisation du lance flamme pour déloger les juifs résistant dans leurs souterrains, le ghetto est réduit puis aménagé en camp de concentration et sert ensuite de lieu d’exécution pour les actes de résistance de l’Armée intérieure.
L’État soviétique rompt ses relations diplomatiques avec cette dernière et le gouvernement polonais de Londres au moment de la révélation du massacre de Katyn et force même Britanniques et Américains à suivre son narratif. De plus, l’Armée intérieure avait participé à des actions pour préparer la venue de l’Armée rouge mais y avait perdu en armes et en clandestinité, car les Soviétiques ne souhaitaient pas renforcer cette armée. La répression est prise en charge par Himmler, qui veut une victoire symbolique. Il fait appel à Kaminski et ses recrues non allemandes qui s’illustrent par leur pillage et viol systématique, et surtout au commando SS Dirlewanger avec pour ordre de mission : exécuter les combattants, exécuter les non combattants, détruire la ville. Les massacres de la rue Wola font 30 000 victimes dont 20 hommes armés, soit un rapport de victimes civiles et militaires de 1 à 1000.
« Dans l’optique stalinienne, il était tout à fait sensé d’encourager un soulèvement puis de lui refuser toute assistance. (…) Bien que l’on n’ait aucune raison de croire que Staline ait délibérément arrêté les opérations militaires à Varsovie, le retard pris sur la Vistule s’accordait à ses desseins politiques » (p.500). L’idée que Staline impose à Churchill d’une « aventure téméraire » des Polonais se retrouve dans la presse britannique ; c’est cependant le moment où Roosevelt et Churchill comprennent la cruauté du dirigeant soviétique.
Au total, 90% de la population juive et 30% de la population non juive sont anéantis. En 1945, l’Armée rouge dans son avancée interroge et exécute les éléments restants de l’Armée intérieure polonaise. Les Juifs sont emmenés par les Nazis dans des marches forcées d’un camp à l’autre.

### Chapitre X. Nettoyages ethniques
La fin de la guerre et l’immédiat après guerre sont un moment de nettoyage ethnique important, cette fois ci visant principalement les Allemands. Ils sont 10 millions en 1945 à l’est de la ligne Oder Neisse, dont 1,5 arrivés sous Hitler comme colons ou fonctionnaires. Staline force par le fait accompli la main de Roosevelt et Churchill sur cette ligne comme nouvelle frontière polonaise, qu’ils entérinent à Potsdam en juillet sous réserve d’élections libres qui n’auront pas lieu. De plus les Polonais ne veulent pas d’une cohabitation ethnique avec les Allemands, et le consensus est partagé par les dirigeants soviétique, britannique et américain.
Ce nettoyage se fait dans le désordre : Hitler n’organise pas d’évacuation des civils allemands : « Les attitudes pragmatiques nécessaires pour protéger la vie des civils lui étaient tout à fait étrangères » (p.520) et il se suicide lui-même. La flotte soviétique coule 206 des 790 navires affrêtés pour évacuer les Allemands des côtes de la Baltique.
L’avancée du front se double d’une intensifiation de la vague de viols de femmes allemandes., difficile à expliquer sinon par la présence d’éléments du système soviétique dans ce qu’il avait de plus mauvais, notamment le million de détenus du Goulag bénéficiant d’une libération anticipée. 520 000 Allemands sont emmenés en travail forcé ; avec les prisonniers de guerre, ils subissent des pertes estimées à 600 000.
Les Allemands subissent également de violentes expulsions de la part des pays voisins : sur les 3 millions d’Allemands des Sudètes qui évacuent, 30 000 au moins trouvent la mort et 5000 se suicident. En Pologne, des mesures coercitives sont mises en place en 1945 : confiscation des propriétés allemandes et interdiction de l’usage de l’allemand dans les lieux publics en Silésie par exemple, ou internement dans des camps pour les réfractaires. Le camp de Lambinowice, où le règlement est calqué sur celui des camps hitlériens et où 6488 Allemands décèdent en 1945 46, est une exception symptomatique. Mais c’est surtout le transport en convois ferroviaires de 600 000 Allemands en 1945 qui voit une mortalité très élevée. Soviétiques et Britanniques mettent en place des contrôles des convois polonais efficaces, réduisant drastiquement la mortalité chez les Allemands convoyés les années suivantes (2 millions en 1946, 600 000 en 1947).
Les Polonais, qui perdent 47% de leur territoire au profit de l’URSS, sont envoyés en Silésie, dans des propriétés et des fermes plus spacieuses généralement. Ils sont 1 517 983 Polonais à avoir quitté l’URSS à la mi 1946. Le PC délogeant mais ayant la main sur le relogement, l’expulsion des Allemands permet de « lier la nation au système » communiste selon Gomulka.
Les Ukrainiens de l’UPA massacrent des dizaines de milliers de Polonais. De son côté, la Pologne coupe l’UPA en Pologne de sa base en déportant 140 660 Ukrainiens de la Pologne du sud est vers celle du nord ouest : c’est l’opération « Vistule ». L’URSS, tout en la matant avec 76 192 Ukrainiens d’Ukraine déportés en Sibérie et en Asie centrale en octobre 1947, poursuit l’élimination des Polonais de la RSS d’Ukraine.
À l’intérieur de l’URSS, cela s’inscrivait dans le mouvement des grandes déportations qui se succèdent en 1943 1944 dans des opérations qui ne durent que quelques jours : 69 267 Karatchaï, puis 91 919 Kalmouks puis 478 479 Tchétchènes et Ingouches en 1943, 37 107 Balkars, 180 014 Tatars de Crimée et 9109 Turcs Mechkets. L’URSS était passée d’un système de déportations basé sur l’éloignement des classes ennemies à un système de nettoyage ethnique pour faire correspondre populations et frontières. « Le régime soviétique s’était rallié à la purification ethnique, en se débarrassant des purificateurs ethniques » de l’UPA ou des nazis (p540).
Staline cherche donc à encourager le nationalisme dans le bloc soviétique, tout en éloignant ces pays de l’attrait occidental ; il crée en ce sens le Kominform en 1947.

### Chapitre XI. Antisémitisme stalinien
Après l’occultation du caractère antisémite, le régime stalinien va connaître une dernière vague, certes peu meurtrière, visant les Juifs comme ennemi intérieur.
Plus de civils juifs que de civils russes meurent pendant le conflit : or les Juifs ne représentent que 2% de la population contre 50% pour les Russes. Mais « les dirigeants soviétiques, polonais, américains et britanniques croyaient tous que la meilleure approche de la souffrance juive était d’y voir un aspect d’une occupation allemande généralement cruelle » (p.557) comme en témoigne leur « Déclaration sur les atrocités » de 1943 qui ne mentionne aucunement les Juifs. Les Soviétiques ne veulent pas passer pour « judéobolcheviques » comme le répétait la propagande nazie jusqu’en 1945 et l’espoir d’un État d’Israël socialiste s’évanouit. La vague antijuive commence fin 1948 ; les Juifs sont accusés, de manière contradictoire d’être « nationalistes juifs » ou déviation droitière et de « cosmopolites déracinés » ou déviation gauchiste. Le comité juif antifasciste est dissous en 1948, accusé de collusion avec l’ennemi américain. 13 des 14 juifs du procès de 1952 sont exécutés malgré le désordre inhabituel créé par leur refus d’endosser des aveux comme cela se faisait en 1937. En Pologne, les cadres dirigeants juifs, Berman, Minc et Bierut, sont appelés à faire profil bas et le récit de l’insurrection du ghetto de Varsovie est réécrit par Hersh Smolar dans le vocabulaire de Jdanov : il y aurait eu un camp progressiste dans le ghetto, mené par les communistes, qui aurait effectivement mené l’insurrection ; l’insurrection de Varsovie, elle, considérée comme bourgeoise est simplement mise de côté comme insignifiante. En Tchécoslovaquie en 1951, le procès Slansky, purement stalinien, aboutit à des condamnations à mort, 11, où le motif antisémite de cosmopolitisme est repris explicitement. En URSS, un soi disant complot impliquant deux médecins juifs dans la mort de deux personnalités qui avaient pu paraître antijuives, Chtcherbakov et Jdanov. Staline déclare en 1952 que « chaque Juif est un nationaliste et un agent des services secrets américains » (p.593). La « dernière opération de terreur nationale » (p.597) n’a pourtant pas lieu, car Staline meurt l’année suivante ; d’ailleurs, la chaîne de responsabilité des meurtres s’est brisée : « Sous la Grande Terreur, les suggestions de Staline devenaient des ordres, les ordres des quotas, les quotas des cadavres et les cadavres des chiffres. Dans le cas des Juifs, il ne se produisit rien de tout cela » (p.598).

### Conclusion: Humanité
En conclusion, l’utilisation de concepts pour définir les systèmes ayant permis ces tueries, ainsi le chiffrage vertigineux, en millions, des victimes ne permet pas de voir la profonde déshumanisation à l’œuvre.
Concernant les concepts, Hannah Arendt a souligné la déshumanisation à l’œuvre dans le totalitarisme : victimes et bourreaux, prolonge leur anonymisation, déjà expérimentée dans la société de masse, dans les camps de concentration. Il y a deux objections à sa thèse : d’abord Arendt compartimente chaque société industrielle devenue totalitaire, l’allemande et la soviétique, alors que c’est l’interaction des deux totalitarismes qui produit les terres de sang ; François Furet parlait à ce propos de « complicité belligérante » : Staline savait qu’en déclenchant l’action des partisans en Biélorussie, des représailles massives sur les populations allaient s’ensuivre. De plus montrer les camps de concentration comme pire élément des totalitarismes, avec Auschwitz comme archétype de l’aliénation progressive qui conduit à la mort, occulte les formes de tuerie intentionnelles, elles, de cette époque : et l’usine de la mort attenante est tardive : 90% des victimes du nazisme et du soviétisme étaient déjà mortes quand Birkenau commence son activité.
De son côté, « Grossman entendait non pas unifier analytiquement les deux systèmes au sein d’une même grille sociologique comme le totalitarisme d’Arndt, mais les délivrer des explications idéologiques qu’ils donnaient d’eux-mêmes, et ce faisant lever le voile sur leur inhumanité commune » (p.624).
On peut également, sans concept, remarquer entre le nazisme et le stalinisme les similitudes : parti unique, exclusion des marginaux considérés comme nuisibles, utilisation de collectifs : fermes collectives, puis camps de concentration et ghettos, similarité du profil des bourreaux, les collaborateurs nazis ayant souvent un passif soviétique, justification de la tuerie pour des objectifs vagues comme de construire un État soviétique juste et sûr. Les différences aussi : inclusivité soviétique de tous dans un système fondé sur l’égalité contre exclusivité raciale nazie ; ou encore dans le meurtre : « les Allemands tuèrent généralement des gens qui n’étaient pas allemands, alors que les Soviétiques tuèrent principalement des Soviétiques. Le système soviétique ne fut jamais plus meurtrier que lorsque le pays n’était pas en guerre. Les nazis, en revanche, ne tuèrent pas plus de quelques milliers de gens avant le début de la guerre » (p.632).
Concernant le chiffrage, il y a une concurrence internationale pour le martyre. La Russie promeut un chiffre de 14 à  17 millions de morts civils et 9 militaires, pourtant il s’agit de morts soviétiques et non Russes, et des lacunes ou gonflements existent : faut il compter les 516 841 détenus de goulag morts pendant la guerre comme victimes soviétiques ? Les historiens ukrainiens, en gonflant entre 2005 et 2009 le nombre de morts par la faim à 10 millions, faisait perdre le primat de l’holocauste en nombre de morts. Les Biélorusses rejettent la létalité élevée du pays (20%) sur les Allemands, tout en la gonflant là aussi (à 33%). L’Allemagne chiffrait à 1 ou 2 millions le nombre de civils victimes de la guerre et des évacuations, or il semble que 400 000 soit un chiffre haut. La Pologne, dont les pertes sont estimées à 4,8 millions, un chiffre énorme et ignoré hors de Pologne, a elle aussi gonflé à 6 millions ses victimes sous l’impulsion du stalinien Jakub Berman, afin de poser une égalité avec les victimes de l’Holocauste.
Ainsi si « La culture contemporaine de la commémoration tient pour acquis que la mémoire empêche le meurtre » (p.649), elle finit souvent en simple exaltation des nationalismes. Dans le cas de la guerre de Yougoslavie, le gonflement des chiffres a joué un rôle dans le déclenchement des hostilités serbes.

#### Chiffres et terminologie
Voici donc les 14 millions de victimes recensées, qui n’incluent pas ceux des pays alliés à Hitler, Roumanie ou Hongrie, ni les victimes d’autres entités que l’Allemagne et l’URSS, comme les 300 000 Juifs roumains, ou encore les 50 000 Polonais tués par les nationalistes ukrainiens, ni les victimes non délibérément visées par ces deux États : les morts d’épuisement, de maladie ou de malnutrition dans les camps de concentration ou les évacuations.
3 300 000 Soviétiques, pour la plupart Ukrainiens , affamés par les Soviétiques en 1932 33 dans Holodomor. Il est à noter que la définition du génocide de l’ONU, contre la volonté de son créateur, Rafal Lemkin, a été expurgée par les Soviétiques : elle ne concerne pas les groupes politiques, comme la nation ukrainienne, ni  économiques, comme les Koulaks : « la définition de ce crime bien particulier a été corédigée par un des meurtriers » (p.670).
- 300 000 Soviétiques, Ukrainiens et Biélorusses surtout, exécutés par les Soviétiques parmi les 700 000 de la Grande Terreur
- 200 000 citoyens polonais exécutés par les Allemands et les Soviétiques en 1939 1941
- 4 200 000 Soviétiques affamés par les Allemands en 1941 1944
- 5 400 000 Juifs gazés ou exécutés par les Allemands
- 700 000 Biélorusses et Polonais exécutés en « représailles » par les Allemands

## Réception
Bloodlands a suscité de nombreux débats parmi les historiens,. En évaluant ces critiques, Jacques Sémelin écrit : "Si les observateurs dans leur ensemble s'associent pour saluer le tour de force de Snyder, ils ne se privent pas pour autant de lui adresser plusieurs critiques incisives."  Sémelin a déclaré que plusieurs historiens ont critiqué la construction chronologique des événements, la délimitation géographique arbitraire des "Terres de sang", les chiffrages de Snyder sur les victimes et les actes de violence ainsi que le manque d'attention portée aux interactions entre les différents acteurs. Malgré ces points, Sémelin a déclaré que Bloodlands fait partie de ces livres qui « changent la façon dont nous regardons une période de l'histoire ».
Le livre a reçu les éloges de nombreux experts dans le domaine. Tony Judt a qualifié Bloodlands de « livre le plus important paru sur ce sujet depuis des décennies » . D'autres critiques positives incluent celles de Wendy Lower, qui a écrit qu'il s'agissait d'une « synthèse magistrale », Christopher Browning, qui l'a décrit comme "superbe".
Dans un article de l'été 2011 pour la Slavic Review, Omer Bartov a écrit que même si Bloodlands présente une « synthèse admirable », il « ne présente néanmoins aucune nouvelle preuve et n'apporte aucun nouvel argument », et déclare que le livre est « imprégné d'une biais constant pro polonais », éliminant les aspects les plus sombres des relations polono-juives, et que l'accent mis par Snyder sur les politiques d'occupation allemande et soviétique passe sous silence la violence interethnique, commentant : « En assimilant les partisans et les occupants, l'occupation soviétique et nazie, la criminalité de la Wehrmacht et de l'Armée rouge, et en éludant violence interethnique, Snyder vide la guerre d’une grande partie de son contenu moral et adopte par inadvertance l’argument des apologistes selon lequel là où tout le monde est criminel, personne ne peut être blâmé. » 
Contemporary European History a publié un forum spécial sur le livre en mai 2012, avec des critiques tels que Jörg Baberowski, Dan Diner, Thomas Kühne et Mark Mazower ainsi qu'une introduction et une réponse de Snyder. Thomas Kühne a déclaré que « Snyder n'est pas le premier à réfléchir à ce qu'Hitler et Staline avaient en commun et à la manière dont leurs politiques meurtrières étaient liées l'une à l'autre. Plus les historiens étaient provocateurs et plus ils remettaient ainsi en question le caractère unique ou la particularité de l'histoire. de l'Holocauste, plus leur travail rencontrait de la résistance, voire du dégoût, le plus important et le plus controversé étant celui de l'Allemand Ernst Nolte dans les années 1980 tentant de prouver que les crimes nazis étaient une réaction aux crimes du bolchevisme.
Écrivant dans la New York Review of Books en novembre 2010, Anne Applebaum y déclare :

« Snyder's original contribution is to treat all of these episodes—the Ukrainian famine, the Holocaust, Stalin's mass executions, the planned starvation of Soviet POWs, postwar ethnic cleansing—as different facets of the same phenomenon. Instead of studying Nazi atrocities or Soviet atrocities separately, as many others have done, he looks at them together. Yet Snyder does not exactly compare the two systems either. His intention, rather, is to show that the two systems committed the same kinds of crimes at the same times and in the same places, that they aided and abetted one another, and above all that their interaction with one another led to more mass killing than either might have carried out alone. »

## Récompenses
Bloodlands a remporté de nombreux prix, dont le Cundill Prize Recognition of Excellence, Le Prix du livre d'Histoire de l'Europe 2013, le Prix Moczarski d'histoire, le Literature Award, l'American Academy of Arts and Letters, le Leipzig Book Prize for European Understanding, le Emerson Book Award de la  Phi Beta Kappa Society , le Gustav Ranis International History Prize, le Prakhina Foundation International Book Prize (mention honorable), le livre scientifique autrichien de l'année, le NDR Kultur Sachbuchpreis 2011 et la mention élogieuse du jury du Bristol Festival of Ideas . Le livre a également reçu le prix Hannah Arendt 2013 pour la pensée politique,.